# Diospyros pendula
Diospyros pendula là một loài thực vật có hoa trong họ Thị. Loài này được Hasselt ex Hassk. mô tả khoa học đầu tiên năm 1848.